# Akaki Chorawa
Akaki Chorawa, gruz. აკაკი ხორავა (ur. 17 kwietnia?/29 kwietnia 1895 we wsi Oczchomuri, zm. 23 czerwca 1972 w Tbilisi) – radziecki aktor teatralny i filmowy, reżyser teatralny gruzińskiego pochodzenia; Ludowy Artysta ZSRR. 

## Życiorys
W latach 1915–1919 studiował medycynę w Kijowie i w Tbilisi. W 1922 rozpoczął naukę gry aktorskiej w gruzińskim zespole Akaki Pagawy. Zadebiutował na scenie w teatrze im. Szoty Rustaweliego w Tbilisi. W latach 1939–1948 kierował Gruzińskim Instytutem Teatralnym. W latach 1949–1955 był dyrektorem teatru im. Szoty Rustaweliego.
W 1939 wstąpił do partii komunistycznej. Czterokrotnie wybierany do Rady Najwyższej ZSRR (1937-1958).
Zmarł w 1972 i został pochowany w Panteonie Mtacminda. Imieniem Chorawy nazwano teatr w gruzińskim mieście Senaki.

## Nagrody i odznaczenia
W 1936 otrzymał tytuł Ludowy Artysta ZSRR. Pięciokrotnie był wyróżniany Nagrodą Stalinowską. Dwukrotnie odznaczony Orderem Lenina (1945, 1950) i także dwukrotnie Orderem Czerwonej Gwiazdy (1944, 1946).

## Wybrana filmografia
- 1926 – Natella jako Utu Mikawa
- 1929 – Moja babka jako robotnik
- 1937 – Dwóch przyjaciół (Dwóch przyjaciół)
- 1937 – Złocista dolina jako stary wieśniak
- 1943 – Georgij Saakadze jako Georgij Saakadze
- 1944 – Wzgórze Małachowa (Wzgórze Małachowa) jako wiceadmirał
- 1953 – Skanderbeg jako Skanderbeg
- 1958 – Tak zaczynał Majakowski jako ojciec poety
- 1959 – Mameluk jako Ali bej
- 1960 – U progu życia
- 1965 – Inne czasy